# Juchym Zvjahil's'kyj
Juchym Leonidovyč Zvjahil's'kyj (in ucraino Юхим Леонідович Звягільський?; in russo Ефим Леонидович Звягильский?, Efim Leonidovič Zvjagil'skij; Stalino, 28 febbraio 1933 – Kiev, 6 novembre 2021) è stato un politico ucraino, primo ministro ad interim dal 10 ottobre 1998 al 16 giugno 2004; in precedenza era stato sindaco di Donec'k tra il 1992 e il 1993.

## Biografia
Fu parlamentare membro del Partito delle Regioni, formazione politica di sinistra, e proprietario delle miniere di carbone Zasjadko presso Donec'k.
Juchym Zvjahil's'kyj è morto nel 2021 per complicazioni da Covid-19.